# 杏里
杏里（あんり、1961年8月31日 - ）は、日本の歌手、シンガーソングライター、作曲家、作詞家。作詞作曲時およびフォーライフ・レコード所属時のアーティスト名、ANRI（アンリ）。本名は川嶋 栄子（かわしま えいこ）。
神奈川県出身。アメリカ・ロサンゼルス在住。所属レーベルはIVY Records。所属事務所はサンミュージック。身長168cm。血液型A型。
1978年のデビュー以来、「オリビアを聴きながら」「悲しみがとまらない」「Groove A・Go・Go」など数々のヒット曲を発表。2010年代後半からは、欧米を中心とした海外でのジャパニーズ・シティポップ・ブームによって、杏里はシティ・ポップのクイーンと讃えられている。

## 経歴
神奈川県大和市出身。幼少時からピアノを習い、長兄の影響でドライブの時によく聴いていたポール・モーリアをよくコピーしたり、フォーク、ニューミュージックが盛んな時代に、荒井由実、尾崎亜美、風、かぐや姫、吉田拓郎、井上陽水などの邦楽、またオリビア・ニュートン＝ジョン、ポール・モーリア、アース・ウィンド・アンド・ファイアーなどの洋楽などあらゆるジャンルの楽曲を聴いて育った。
杏里の歌手名は、当時の所属事務所ボンド企画の社長で高杉敬二の娘である河村和奈へ出生時に名づけるつもりだった。
夏休みにロサンゼルスでレコーディング。1978年、17歳の時、後にスタンダードナンバーになった「オリビアを聴きながら」でデビュー。その後も積極的に海外レコーディングを行い、海外のアーティストやミュージシャンとのコラボレーションが多い。特に、ピーボ・ブライソン、フィリップ・ベイリー（アース・ウィンド・アンド・ファイアー）、ジョニー・ギル（ニュー・エディション、LSG）、マイケル・フランクスなど、アメリカの偉大なアーティストとのデュエットが多く、外国人バックダンサーを日本で初めて起用するなど、常にグローバルで革新的なスタイルを切り拓いてきた。現在も日本と海外のミュージシャンによるグローバルバンドでのライブ活動を行っている（外国人バックダンサーに関しては浅野ゆう子が1976年に起用しているが、ジャンルは歌謡曲でありシティポップではない）。
デビュー後、歌唱力が評価されたものの数年間はセールスが伸び悩み、80年代アイドルの曲調に寄せた「コットン気分」、ヨーロピアンサウンドに寄せた『哀しみの孔雀』など曲調を転々とさせて定期的にリリースを続けたり、並行して自身のサポートバンドを引き連れて単発で全国各地のライブハウスなどへ出向いてライブ活動を行なっていたがヒットに結びつかなかった。当時の杏里バンドには小林武史、江口信夫、浅野祥之、中村キタローなどが在籍していた。本人曰く「杏里というアーティストをどう作り上げていこうか、レコード会社やプロデューサーが模索していた時代」だという。
1982年に当時のバックバンド『スプリット・ココナッツ』のメンバーでもあった小林武史が作曲して花王のCMで使われたシングル盤『思いきりアメリカン』と同シングル曲を収録したベスト・アルバム『思いきりアメリカン 〜I Love Poping World,Anri〜』がヒット、全盛期の杏里の代名詞とも言える「夏」「海」のイメージが固まった。7月には初のエッセイ集『思いきりアメリカン』を発売。
長渕剛やB'zなどを手がけた舞台監督であるトゥエンティワンクリエイトの市川社長の協力のもと、人をひきつけるステージ、アーティスト杏里を創り上げるべく新しい試みに取り組む。角松敏生や小林の他に、ブレッド&バターが作品提供して、杏里が作詞作曲したタイトル曲を含む4枚目のオリジナルアルバム『Heaven Beach』を発表して話題になり当時の若者の心をつかんだ。

### ブレイクとハワイ公演
1983年、当時まだ無名で同事務所所属であった角松に5枚目のアルバム『Bi・Ki・Ni』のA面5曲プロデュースを任せて、洗練された音楽のイメージ、アーティスト杏里を誕生させた。6月に発表した今作は自己最高のオリコンアルバムチャート27位を記録した。8月には日本テレビから依頼を受けアニメ『キャッツ♥アイ』の主題歌「CAT'S EYE」のシングルを発売した。アニメの歌ということで本人も初めは戸惑いがあったが、楽曲の良さから自分を変えるきっかけになるかもという予感がしたそうで、結果的に大ヒットし、自身初のオリコン1位に輝き、杏里の代表曲の一つとなった。その直後に発売した角松のプロデュースによるシングル「悲しみがとまらない」も連続大ヒットし、2曲そろってベスト10入りを果たした。12月にはこれら2大ヒットシングルを収録した角松フルプロデュースのアルバム『Timely!!』を発表してこちらもオリコン1位の大ヒットとなり、年末の第34回NHK紅白歌合戦に初出場して杏里は不動の位置を得ることになる。
1984年、日清焼そばU.F.O.のCMソングに使われて、自身もCM出演したシングル「気ままにREFLECTION」がヒットし、同曲のアルバムバージョンを収録したロサンゼルスレコーディングのアルバム『COOOL』を発表後にマーマレードから独立して、個人事務所であるコロニーサーフを立ち上げる。自身初の全国ツアー『FIRST TOUR ALL OVER JAPAN』を開催した。
1985年、ポカリスエットのCMソング、「DEJA-VU（デジャヴー）」が起用されるが、レコード化やCD化されることはなかった。独立後に、当時としては珍しかった外国人ダンサーやコーラスを自身のツアーメンバーに迎えて今まで以上にダンサブルで魅せるステージ活動を行いつつ、シンセサイザーを多用して制作された『WAVE』を発表、角松や小林などが参加したアルバムはこれが集大成となった。
1986年、アジアンテイストな楽曲を多数収録した『MYSTIQUE』を発表。本作以降は吉元由美が収録曲の多くで作詞を担当、世界観が固まり全盛期を迎えてゆく。同年には井上鑑をサウンドプロデューサーに迎えロンドンレコーディングした意欲作『TROUBLE IN PARADISE』を発表した（ちなみに、元イエスのドラマー、ビル・ブルーフォードや、後にTOTOのドラマーとなるサイモン・フィリップスも参加している）。
1987年、ハワイ出身のバンド、カラパナのサポートで、日本のポップスでは初めてのハワイ公演を成功させ、現地のメディアでも取り上げられる。以後、計7回のハワイ公演を行っている。

### セルフプロデュースと第二次全盛期
1987年発売のアルバム『SUMMER FAREWELLS』以降、杏里本人によるセルフプロデュースが始まり、引き続き作詞を担当する吉元由美に加え、編曲に小倉泰治を迎えて共同で楽曲制作したり、その後本格的に杏里自身で全楽曲の作曲に取りかかり、アーティストとしてさらにその名を上げていった。夏によく合うダンサブルな曲やバラード曲が多いのが特徴であった。デビュー10周年の1988年にはアルバム『BOOGIE WOOGIE MAINLAND』、ベストアルバム『MY FAVORITE SONGS』、シングル『SUMMER CANDLES』、『スノーフレイクの街角』などが連続大ヒットした。この頃には松田聖子、中山美穂、観月ありさなどへの楽曲提供も始める。
売上げの最大のピークは1989年発売のアルバム『CIRCUIT of RAINBOW』（第31回日本レコード大賞・アルバム大賞受賞）から1991年の『NEUTRAL』にかけての3作品。『CIRCUIT OF RAINBOW』は『Timely!!』以来のオリコン1位を獲得。中でも『NEUTRAL』は、自身唯一のミリオン出荷を達成しており、1989年から1992年頃まで安定してどのアルバムも50万枚前後のアルバムセールスを達成していた。この時期にはカナダドライジンジャーエール、東芝ビデオデッキ「ARENA」に出演。カネボウ「テスティモルージュ」の初代イメージキャラクターに抜擢されCMにも出演（CMソングも担当）。
1990年、最初で最後の全国アリーナツアーを敢行。1993年にはシングル「ドルフィン・リング」が大ヒットする。
1994年、セルフカバーを中心としたベスト盤『16th Summer Breeze』がオリコンで2週連続1位、50万枚近い売り上げを記録。同年には1998年開催の長野オリンピック公式テーマソング「SHARE 瞳の中のヒーロー」を発表。長野オリンピック閉会式では唱歌「故郷」を歌った。
1990年代後半になると、所属するフォーライフ・レコードの経営が傾いていった。井上陽水らとともにフォーライフの稼ぎ頭となっていた杏里であったが、同社の経営は悪化の一途をたどり、2000年に日本クラウンへと移籍した。フォーライフはその翌年に倒産している。

### 2000年代-2010年代
2005年にコロムビアミュージックエンタテインメントに移籍してアルバム『Sol』を発表するが、2007年にユニバーサルJに再度移籍。
2007年10月1日よりフジテレビ系、お昼前の情報バラエティ番組『ハピふる!』のテーマソングとして「悲しみが止まらない」のアンサー・ソング「もう悲しくない〜ハピふる!〜」を担当。
2010年10月、JTのルーツのCMソング「根の歌」を歌うユニットコーラスジャパンに参加。
2011年4月、今度はユニバーサルミュージックからワーナーミュージックジャパンへ移籍することが発表され、7月には移籍第1弾としてこれまでのヒット曲や、尾崎亜美が杏里のため30年ぶりに製作した新曲や日本航空のテーマ曲「I Will Be There with You ～あふれる想い」（作曲：デイヴィッド・フォスター）を含むベストアルバム『Heart to Heart 〜with you〜』がリリースされた。
2013年にはアイビーレコードへ移籍して、7月10日には、80年代のオリジナルアルバムから選曲した楽曲を全曲新録音の35周年記念アルバム『Surf City -Coool Breeze-』をリリースした。
2019年、世界的な名ドラマーであるスティーヴ・ガッド率いる、スティーヴ・ガッド・バンドとロサンぜルスでレコーディングした新曲「Duke's Anthem ~星空のどこかで~」「忘れられない贈りもの」「Crescent Moon」をリリース。

### 2020年代-: シティ・ポップの女王として再ブレイク
2010年代中盤からジャパニーズ・シティ・ポップが世界中で人気を集める中、その中心人物として新たに再評価され、海外で脚光を浴びることとなった。大手サブスクリプションサービスSpotifyでは世界中で毎日楽曲が4〜5万回再生され、アルバム『Timely!!』の収録曲の合計再生回数は配信開始から2025年の時点で2億回を超えた。
2021年、同期デビューで当時から交流がある竹内まりやとユニットを組んで「Peach & Apricot」として「Watching Over You」を発表。
2023年、アメリカのニュースチャンネルCNNのニューイヤーズ・イヴ特番の中で取り上げられ、これまでのバイオグラフィや昨今のシティポップ・ブームでの注目などが扱われた。
同年2月、デビュー45周年を記念して25年ぶりに『ミュージックステーション』に出演、世代を超えて大きな反響を呼んだ。

## 人物
ファーストアルバムのレコーディングで訪れたロサンゼルスをデビュー当時からとても気に入っていて、いつかはLAで生活したいと当時から考えており、2000年に移住してからは、LAを拠点に国内外で音楽活動をしている。
そのライフスタイルや168cmの長身でセンスのあるスタイリングから、ファッションアイコンとしても幅広い世代の女性から支持されている。
「オリビアを聴きながら」がヒット中、ブレッド＆バターがはじめたカフェ「ブレッド＆バター」に毎晩のように通い、２人とセッションをして作曲能力を身につける。いわば、師匠である。
1983年、長野県更埴市（現千曲市）より、あんずの里の観光振興に寄与したとして名誉市民の称号が与えられ、授与式の模様がテレビ番組『ザ・ベストテン』（TBSテレビ制作）の中で全国に放映された。
1998年にニュージーランドの観光大使を務め、マヌカハニーやワイン「Cloudy Bay（クラウディー・ベイ）」を日本に紹介し広めた。
2008年7月、藤沢市より初代ふじさわ観光親善大使に選ばれ、2009年度まで務める。
ジャネット・ジャクソンと友人である。

## ディスコグラフィ

### シングル
|                                          | 発売日                 | タイトル                                        | 規格                   | 規格品番               | オリコン最高位         |
| フォーライフ・レコード                   | フォーライフ・レコード | フォーライフ・レコード                          | フォーライフ・レコード | フォーライフ・レコード | フォーライフ・レコード |
| ---------------------------------------- | ---------------------- | ----------------------------------------------- | ---------------------- | ---------------------- | ---------------------- |
| 1st                                      | 1978年11月5日          | オリビアを聴きながら                            | EP                     | FLS-1036               | 65位                   |
| 1st                                      | 1984年6月21日          | オリビアを聴きながら                            | EP                     | 7K-151                 | 65位                   |
| 2nd                                      | 1979年4月21日          | 地中海ドリーム                                  | EP                     | FLS-1042               | 86位                   |
| 3rd                                      | 1979年8月21日          | 涙を海に返したい                                | EP                     | FLS-1054               |                        |
| 4th                                      | 1979年12月21日         | インスピレーション                              | EP                     | FLS-1062               |                        |
| 5th                                      | 1980年4月5日           | 風のジェラシー                                  | EP                     | FLS-1070               |                        |
| 6th                                      | 1980年9月5日           | 可愛いポーリン                                  | EP                     | FLS-1081               |                        |
| 7th                                      | 1981年4月21日          | コットン気分                                    | EP                     | 7K-19                  |                        |
| 8th                                      | 1981年9月21日          | 異国の出来事                                    | EP                     | 7K-36                  |                        |
| 9th                                      | 1982年2月5日           | エスプレッソで眠れない                          | EP                     | 7K-51                  |                        |
| 10th                                     | 1982年4月21日          | 思いきりアメリカン                              | EP                     | 7K-59                  | 74位                   |
| 11th                                     | 1982年11月21日         | Fly By Day                                      | EP                     | 7K-80                  |                        |
| 12th                                     | 1983年6月5日           | Lady Sunshine                                   | EP                     | 7K-100                 |                        |
| 13th                                     | 1983年8月5日           | CAT'S EYE                                       | EP                     | 7K-114                 | 1位                    |
| 14th                                     | 1983年11月5日          | 悲しみがとまらない                              | EP                     | 7K-126                 | 4位                    |
| 14th                                     | 1988年5月21日          | 悲しみがとまらない                              | 8cmCD                  | 10KD-21                | 4位                    |
| 15th                                     | 1984年4月21日          | 気ままにREFLECTION                              | EP                     | 7K-139                 | 7位                    |
| 16th                                     | 1985年4月21日          | 16(Sixteen)BEAT                                 | EP                     | 7K-175                 | 31位                   |
| 17th                                     | 1986年2月21日          | オリエンタル・ローズ                            | EP                     | 7K-210                 | 39位                   |
| 18th                                     | 1986年6月5日           | モーニング スコール                             | EP                     | 7K-226                 | 51位                   |
| 19th                                     | 1986年12月5日          | TROUBLE IN PARADISE                             | 12inch                 | 12K-246                |                        |
| 20th                                     | 1987年3月21日          | HAPPYENDでふられたい                            | EP                     | 7K-255                 | 17位                   |
| 21st                                     | 1987年7月22日          | SURF & TEARS                                    | EP                     | 7K-267                 | 27位                   |
| 22nd                                     | 1988年7月13日          | SUMMER CANDLES                                  | EP                     | 7K-307                 | 16位                   |
| 22nd                                     | 1988年7月13日          | SUMMER CANDLES                                  | 8cmCD                  | 10KD-34                | 16位                   |
| 23rd                                     | 1988年12月14日         | スノーフレイクの街角                            | EP                     | 7K-325                 | 12位                   |
| 23rd                                     | 1988年12月14日         | スノーフレイクの街角                            | 8cmCD                  | 10KD-54                | 12位                   |
| 24th                                     | 1991年2月14日          | Sweet Emotion                                   | 8cmCD                  | FLDF-09133             | 13位                   |
| 25th                                     | 1991年6月21日          | Back to the BASIC                               | 8cmCD                  | FLDF-09138             | 43位                   |
| 26th                                     | 1991年8月21日          | 嘘ならやさしく                                  | 8cmCD                  | FLDF-09146             | 14位                   |
| 27th                                     | 1991年11月21日         | ラスト ラブ                                     | 8cmCD                  | FLDF-09154             | 14位                   |
| 28th                                     | 1992年6月3日           | LANI -Heavenly Garden-                          | 8cmCD                  | FLDF-10211             | 18位                   |
| 29th                                     | 1993年4月7日           | ドルフィン・リング                              | 8cmCD                  | FLDF-10235             | 9位                    |
| 30th                                     | 1994年6月17日          | ALL OF YOU                                      | 8cmCD                  | FLDF-1513              | 27位                   |
| 31st                                     | 1994年11月18日         | SHARE 瞳の中のヒーロー                          | 8cmCD                  | FLDF-1538              | 47位                   |
| 31st                                     | 1998年1月7日           | SHARE 瞳の中のヒーロー (New Vesion)             | 8cmCD                  | FLDF-1648              | 47位                   |
| 32nd                                     | 1995年8月19日          | Legend of Love                                  | 8cmCD                  | FLDF-1579              | 67位                   |
| 33rd                                     | 1996年7月19日          | あの夏に戻りたい                                | 8cmCD                  | FLDF-1607              | 50位                   |
| 34th                                     | 1996年8月21日          | もうひとつのBirthday                            | 8cmCD                  | FLDF-1608              |                        |
| 35th                                     | 1997年8月21日          | CAT'S EYE -2000-                                | 8cmCD                  | FLDF-1636              | 47位                   |
| 36th                                     | 1997年11月21日         | Future For You                                  | 8cmCD                  | FLDF-1646              |                        |
| 37th                                     | 1998年4月8日           | Eternity                                        | 8cmCD                  | FLDF-1659              | 85位                   |
| 38th                                     | 1998年6月10日          | 夏の月                                          | 8cmCD                  | FLDF-1655              | 22位                   |
| 39th                                     | 1999年5月21日          | 逢えないせつなさと                              | 8cmCD                  | FLDF-1690              |                        |
| 日本クラウン / ドルフィンハーツ          |                        |                                                 |                        |                        |                        |
| 40th                                     | 2001年8月22日          | Sunset Beach Hotel                              | CD                     | CRCP-10017             | 100位                  |
| 41st                                     | 2001年10月24日         | Tears in Crystal                                | CD                     | CRCP-10023             |                        |
| コロムビアミュージックエンタテインメント |                        |                                                 |                        |                        |                        |
| 42nd                                     | 2004年7月21日          | Return To The Silence                           | CD                     | COCA-15694             |                        |
| 43rd                                     | 2005年9月28日          | Field of Lights                                 | CD                     | COCA-15767             |                        |
| ユニバーサルJ                            |                        |                                                 |                        |                        |                        |
| 44th                                     | 2008年4月9日           | もう悲しくない〜anri 30th anniversary edition〜 | CD                     | UPCH-9423              | 99位                   |
| 44th                                     | 2008年4月9日           | もう悲しくない〜anri 30th anniversary edition〜 | CD                     | UPCH-5535              | 99位                   |

### デュエットシングル
| 名義                         | 発売日        | タイトル                   | 規格         | 規格品番     |
| cutting edge                 | cutting edge  | cutting edge               | cutting edge | cutting edge |
| ---------------------------- | ------------- | -------------------------- | ------------ | ------------ |
| 織田哲郎 & ANRI              | 2002年12月4日 | CANDLE LIGHT               | CD           | CTCR-40153   |
| インディーズレーベル         |               |                            |              |              |
| 杏里 with 天野ひろゆき       | 2003年11月5日 | 天使は瞳を閉じて           | CD           | DLP-3001     |
| ソニー・ミュージックレコーズ |               |                            |              |              |
| 石井竜也 feat.ANRI           | 2010年7月21日 | THE WAVE OF LOVE feat.ANRI | CD           | SRCL-7323    |
| ワーナーミュージックジャパン |               |                            |              |              |
| Peach & Apricot              | 2021年11月4日 | Watching Over You          | 配信限定     |              |

### オリジナル・アルバム
| 枚                                       | 発売日                                      | タイトル               | 規格                   | 規格品番               | オリコン最高位         |
| フォーライフ・レコード                   | フォーライフ・レコード                      | フォーライフ・レコード | フォーライフ・レコード | フォーライフ・レコード | フォーライフ・レコード |
| ---------------------------------------- | ------------------------------------------- | ---------------------- | ---------------------- | ---------------------- | ---------------------- |
| 1st                                      | 1978年11月21日                              | 杏里 -apricot jam-     | LP                     | FLL-5026               | 51位                   |
| 1st                                      | 1984年6月21日                               | 杏里 -apricot jam-     | LP                     | 28K-71                 | 51位                   |
| 1st                                      | 1990年3月21日                               | 杏里 -apricot jam-     | CD                     | FLCF-29038             | 51位                   |
| 2nd                                      | 1979年6月21日                               | Feelin'                | LP                     | FLL-5030               | 71位                   |
| 2nd                                      | 1984年6月21日                               | Feelin'                | LP                     | 28K-72                 | 71位                   |
| 2nd                                      | 1990年3月21日                               | Feelin'                | CD                     | FLCF-29039             | 71位                   |
| 3rd                                      | 1981年9月21日                               | 哀しみの孔雀           | LP                     | 28K-27                 |                        |
| 3rd                                      | 1990年3月21日                               | 哀しみの孔雀           | CD                     | FLCF-29040             |                        |
| 4th                                      | 1982年11月21日                              | Heaven Beach           | LP                     | 28K-43                 | 89位                   |
| 4th                                      | 1990年3月21日                               | Heaven Beach           | CD                     | FLCF-29042             | 89位                   |
| 5th                                      | 1983年6月5日                                | Bi・Ki・Ni             | LP                     | 28K-48                 | 27位                   |
| 5th                                      | 1990年3月21日                               | Bi・Ki・Ni             | CD                     | FLCF-29043             | 27位                   |
| 6th                                      | 1983年12月5日                               | Timely!!               | LP                     | 28K-63                 | 1位                    |
| 6th                                      | 1990年3月21日                               | Timely!!               | CD                     | FLCF-29044             | 1位                    |
| 7th                                      | 1984年6月21日                               | COOOL                  | LP                     | 28K-70                 | 5位                    |
| 7th                                      | 1990年3月21日                               | COOOL                  | CD                     | FLCF-29045             | 5位                    |
| 8th                                      | 1985年6月21日                               | WAVE                   | LP                     | 28K-91                 | 5位                    |
| 8th                                      | 1990年3月21日                               | WAVE                   | CD                     | FLCF-29046             | 5位                    |
| 9th                                      | 1986年6月5日                                | MYSTIQUE               | LP                     | 28K-105                | 6位                    |
| 9th                                      | 1990年3月21日                               | MYSTIQUE               | CD                     | FLCF-29047             | 6位                    |
| 10th                                     | 1986年11月21日                              | TROUBLE IN PARADISE    | LP                     | 28K-123                | 9位                    |
| 10th                                     | 1990年3月21日                               | TROUBLE IN PARADISE    | CD                     | FLCF-29049             | 9位                    |
| 11th                                     | 1987年5月2日                                | SUMMER FAREWELLS       | LP                     | 28K-130                | 4位                    |
| 11th                                     | 1990年3月21日                               | SUMMER FAREWELLS       | CD                     | FLCF-29050             | 4位                    |
| 12th                                     | 1988年5月21日                               | BOOGIE WOOGIE MAINLAND | LP                     | 28K-150                | 2位                    |
| 12th                                     | 1988年5月21日                               | BOOGIE WOOGIE MAINLAND | CD                     | 33KD-128               | 2位                    |
| 13th                                     | 1989年5月27日                               | CIRCUIT of RAINBOW     | CD                     | FLC-4005               | 1位                    |
| 14th                                     | 1990年6月23日                               | MIND CRUISIN'          | CD                     | FLCF-31074             | 1位                    |
| 15th                                     | 1991年6月1日                                | NEUTRAL                | CD                     | FLCF-30101             | 2位                    |
| 16th                                     | 1992年6月24日                               | MOANA LANI             | CD                     | FLCF-30133             | 3位                    |
| 17th                                     | 1993年8月25日                               | 1/2&1/2                | CD                     | FLCF-30215             | 1位                    |
| 18th                                     | 1996年7月29日                               | Angel Whisper          | CD                     | FLCF-3644              | 4位                    |
| 19th                                     | 1997年10月8日                               | TWIN SOUL              | CD                     | FLCF-3699              | 9位                    |
| 20th                                     | 1998年7月15日                               | MOONLIT SUMMER TALES   | CD                     | FLCF-3717              | 5位                    |
| 21st                                     | 1999年6月23日                               | EVER BLUE              | CD                     | FLCF-3755              | 24位                   |
| 22nd                                     | 2000年7月19日                               | The Beach House        | CD                     | FLCF-3799              | 20位                   |
| 日本クラウン / ドルフィンハーツ          |                                             |                        |                        |                        |                        |
| 23rd                                     | 2001年10月24日                              | My Music               | CD                     | CRCP-40008             | 48位                   |
| コロムビアミュージックエンタテインメント |                                             |                        |                        |                        |                        |
| 24th                                     | 2005年11月2日                               | Sol                    | CD                     | COCP-33179             | 192位                  |
| SUNMUSIC RECORDS                         |                                             |                        |                        |                        |                        |
| 25th                                     | 2015年8月19日                               | Smooth & Groove        | CD                     | QYCI-10022             | 52位                   |
| 26th                                     | 2018年8月1日 2019年7月28日 (Deluxe Edition) | ANRI                   | CD                     | QAIR-10126             | 38位                   |
| 26th                                     | 2018年8月1日 2019年7月28日 (Deluxe Edition) | ANRI                   | CD                     | QAIR-10170/1           | 38位                   |

### 企画アルバム
| 区分                            | 発売日                          | タイトル                        | 規格                            | 規格品番                        |
| 日本クラウン / ドルフィンハーツ | 日本クラウン / ドルフィンハーツ | 日本クラウン / ドルフィンハーツ | 日本クラウン / ドルフィンハーツ | 日本クラウン / ドルフィンハーツ |
| ------------------------------- | ------------------------------- | ------------------------------- | ------------------------------- | ------------------------------- |
| カヴァーミニアルバム            | 2002年5月22日                   | SMOOTH JAM -Aspasia-            | CD                              | CRCP-40013                      |
| カヴァーミニアルバム            | 2002年11月21日                  | SMOOTH JAM -Quiet Storm-        | CD                              | CRCP-40025                      |
| ユニバーサルJ                   |                                 |                                 |                                 |                                 |
| カヴァーアルバム                | 2007年9月12日                   | tears of anri                   | CD                              | UPCH-1561                       |
| カヴァーアルバム                | 2008年7月16日                   | tears of anri 2                 | CD                              | UPCH-1613                       |
| セルフカヴァーアルバム          | 2009年12月2日                   | ANRI AGAIN〜Best Of Myself      | CD                              | UICV-1004                       |
| SUNMUSIC RECORDS                |                                 |                                 |                                 |                                 |
| セルフカヴァーアルバム          | 2013年7月10日                   | Surf City -Coool Breeze-        | CD                              | QYCI-10007                      |
| セルフカヴァーアルバム          | 2014年6月25日                   | Surf & Tears                    | CD                              | QYCI-10016                      |
| コンセプト・アルバム            | 2016年8月3日                    | Melodies -Smooth & Groove-      | CD                              | QAIR-10042                      |
| ライブ・アルバム                | 2017年7月12日                   | FUN TIME                        | CD                              | QAIR-10087                      |

### ベスト・アルバム
| 枚                                       | 発売日                 | タイトル                                                             | 規格                   | 規格品番               |
| フォーライフ・レコード                   | フォーライフ・レコード | フォーライフ・レコード                                               | フォーライフ・レコード | フォーライフ・レコード |
| ---------------------------------------- | ---------------------- | -------------------------------------------------------------------- | ---------------------- | ---------------------- |
| 1st                                      | 1980年11月21日         | 杏里 ザ・ベスト                                                      | LP                     | 28K-10                 |
| 2nd                                      | 1982年5月21日          | 思いきりアメリカン 〜I Love Poping World,Anri〜                      | LP                     | 28K-39                 |
| 2nd                                      | 1982年5月21日          | 思いきりアメリカン 〜I Love Poping World,Anri〜                      | CD                     | 35KD-14                |
| 2nd                                      | 1990年3月21日          | 思いきりアメリカン 〜I Love Poping World,Anri〜                      | CD                     | FLCF-29041             |
| 3rd                                      | 1986年7月21日          | ザ・杏里                                                             | CD                     | 35KD-50                |
| 3rd                                      | 1990年3月21日          | ザ・杏里                                                             | CD                     | FLCF-29048             |
| 4th                                      | 1987年11月21日         | meditation                                                           | CD                     | 33KD-116               |
| 4th                                      | 1990年3月21日          | meditation                                                           | CD                     | FLCF-3621              |
| 5th                                      | 1988年7月21日          | MY FAVORITE SONGS                                                    | CD                     | 33KD-138               |
| 5th                                      | 1990年3月21日          | MY FAVORITE SONGS                                                    | CD                     | FLCF-30126             |
| 6th                                      | 1991年12月21日         | MY FAVORITE SONGS 2                                                  | CD                     | FLCF-30125             |
| 7th                                      | 1994年7月8日           | 16th Summer Breeze                                                   | CD                     | FLCF-3511              |
| 8th                                      | 1995年9月1日           | OPUS 21                                                              | CD                     | FLCF-3580              |
| 9th                                      | 2000年5月24日          | Anri The Best                                                        | CD                     | FLCF-3791              |
| フォーライフミュージックエンタテイメント |                        |                                                                      |                        |                        |
| 10th                                     | 2003年7月23日          | R134 OCEAN DeLIGHTS                                                  | CD                     | FLCF-3967              |
| 11th                                     | 2007年10月17日         | a day in the summer The Best from "16th Summer Breeze" and "OPUS 21" | CD                     | FLCF-4203              |
| ワーナーミュージック・ジャパン           |                        |                                                                      |                        |                        |
| 12th                                     | 2011年7月6日           | Heart to Heart 〜with you〜                                          | CD                     | WPCL-10976             |
| フォーライフミュージック                 |                        |                                                                      |                        |                        |
| 13th                                     | 2025年7月2日           | Anri the BEST blue                                                   | CD                     | FLCF-4542              |

### BOXセット
| 発売日                                   | タイトル                                 | 規格                                     | 規格品番                                 | オリコン最高位                           |
| フォーライフミュージックエンタテイメント | フォーライフミュージックエンタテイメント | フォーライフミュージックエンタテイメント | フォーライフミュージックエンタテイメント | フォーライフミュージックエンタテイメント |
| ---------------------------------------- | ---------------------------------------- | ---------------------------------------- | ---------------------------------------- | ---------------------------------------- |
| 2000年11月22日                           | ANRI IN THE BOX                          | CD                                       | FLCF-3813                                |                                          |

### タイアップ曲
| 楽曲                                            | タイアップ                                                   |
| ----------------------------------------------- | ------------------------------------------------------------ |
| インスピレーション                              | 東京12チャンネル系ドラマ『体験時代』主題歌                   |
| 風のジェラシー                                  | サントリー「POP」CMソング                                    |
| 可愛いポーリン                                  | 美容週間イメージソング                                       |
| コットン気分                                    | 花王コロン「リマーラ」CMソング                               |
| コットン気分                                    | 日清紡「コットンフィール」CMソング                           |
| 思いきりアメリカン                              | 花王コロン「リマーラ」CMソング                               |
| CAT'S EYE                                       | 日本テレビ系アニメ『キャッツ♥アイ』オープニングテーマ        |
| 気ままにREFLECTION                              | 日清焼そば「U.F.O.」CMソング                                 |
| 16 (Sixteen) BEAT                               | JT「SomeTime WORLD CUP'85」イメージソング                    |
| INNOCENT TIME                                   | テレビ東京系「SKINOW'86」テーマソング                        |
| 最後のサーフホリデー                            | カナダドライ                                                 |
| モーニング スコール                             | 大阪ガスシャワーCMソング                                     |
| HAPPYENDでふられたい                            | JT「SomeTime」CMソング                                       |
| SURF & TEARS                                    | JT「SomeTime」CMソング                                       |
| SUMMER CANDLES                                  | 日本テレビ系ドラマ『恋人も濡れる街角』主題歌                 |
| SUMMER CANDLES                                  | JT「SomeTime」CMソング                                       |
| スノーフレイクの街角                            |                                                              |
| Groove A・Go・Go                                | フジテレビ系ドラマ『ハートに火をつけて!』主題歌              |
| Sweet Emotion                                   | カネボウ「テスティモルージュ」CMソング                       |
| STARDUST GO HOME (ENGLISH)                      | 東芝ビデオ「ARENA」CMソング                                  |
| Back to the BASIC                               | 東芝ビデオ「ARENA」CMソング                                  |
| 嘘ならやさしく                                  | カネボウ「テスティモルージュ」CMソング                       |
| ラスト ラブ                                     | 日本テレビ系ドラマ『結婚しないかもしれない症候群』主題歌     |
| LANI -Heavenly Garden-                          | 関西テレビ制作・フジテレビ系『不思議サスペンス』テーマソング |
| ドルフィン・リング                              | セシール第1回制作映画「結婚」主題歌                          |
| ALL OF YOU                                      | 舞台「シレラ」イメージソング                                 |
| SHARE 瞳の中のヒーロー                          | 長野オリンピックオフィシャルテーマソング                     |
| SHARE 瞳の中のヒーロー                          | ミズノ「MODE」CMソング                                       |
| Dreaming                                        | 国内信販「KCカード」CMソング                                 |
| Legend of Love                                  | 松竹映画『EAST MEETS WEST』エンディングテーマ                |
| あの夏に戻りたい                                | テレビ朝日系アトランタオリンピック番組テーマソング           |
| あの夏に戻りたい                                | 国内信販「KCカード」CMソング                                 |
| あの夏に戻りたい                                | テレビ東京系『EARTH BEAT』テーマソング                       |
| Celebration On The Beach                        | 国内信販「KCカード」CMソング                                 |
| もうひとつのBirthday                            | 日本テレビ系『NNNきょうの出来事』エンディングテーマ          |
| もうひとつのBirthday                            | 国内信販「KCカード」CMソング                                 |
| 楽園をみつけた朝                                | NHK BS2『大往生』主題歌                                      |
| CAT'S EYE -2000-                                | 映画『CAT'S EYE キャッツ・アイ』主題歌                       |
| Future For You                                  | フジテレビ系『ポンキッキーズ』挿入歌                         |
| Future For You                                  | 国内信販「KCカード」CMソング                                 |
| Eternity                                        | TBS系『世界・ふしぎ発見!』エンディングテーマ                 |
| Eternity                                        | ニュージーランド政府観光局CMソング                           |
| 夏の月                                          | キヤノン「IXY」CMソング                                      |
| 逢えないせつなさと                              | フジテレビ系『ウチくる!?』エンディングテーマ                 |
| Love Songが聞こえる                             | アニメ映画『劇場版 天地無用! in LOVE2 遙かなる想い』主題歌   |
| Born To Love                                    | 「天皇杯・皇后杯全日本バレーボール選手権大会」イメージソング |
| Tears in Crystal                                | 日本テレビ系『火曜サスペンス劇場』主題歌                     |
| 天使は瞳を閉じて                                | ミュージカル「天使は瞳を閉じて」テーマソング                 |
| Return To The Silence                           | TBS系『ジャスト』エンディングテーマ                          |
| Field of Lights                                 | フジテレビ系『発掘!あるある大事典II』エンディングテーマ      |
| もう悲しくない〜anri 30th anniversary edition〜 | フジテレビ系『ハピふる!』テーマソング                        |
| Precious One ～かけがえのないストーリー         | 映画『こいのわ 婚活 クルージング』主題歌                     |
| CAT’S EYE 2023                                  | アニメ『ルパン三世VSキャッツ・アイ』主題歌                   |

### 映像作品

#### MV集
- 『SOUTHERN COMFORT』（1986年）
- 『CIRCUIT OF RAINBOW』（1989年）
- 『MY FAVORITE MOTIONS』(1993年）
- 『ANRI DREAMING WITH DOLPHINS』(1994年）
  - 2000年にDVD版発売。
- 『ONE〜ANRI OPUS21 FILMS〜』(1995年）
  - 2000年にDVD版発売。

#### ライヴ映像
- 『ANGEL WHISPER〜ANRI CONCERT IN HAWAII』(1996年）
- 『ANRI MTV PREMIUM LIVE in duo』（2001年）

### 提供楽曲
| 歌手名             | 曲名                        | 収録（初出のみ）                           | 年   | 作詞            | 作曲 |
| ------------------ | --------------------------- | ------------------------------------------ | ---- | --------------- | ---- |
| おかわりシスターズ | シーサイドメモリー          | シングル「シーサイドメモリー」             | 1984 | ANRI            | ANRI |
| 神田正輝           | 恋をもう一度                | アルバム『サンセット物語』                 | 1985 | 神田ヒロミ      | ANRI |
| 小幡洋子           | コバルトの絵葉書            | アルバム『PEARL ISLAND』                   | 1985 | 佐藤ありす      | ANRI |
| 香坂みゆき         | ラストショウ                | アルバム『ヌーヴェルアドレッセ』           | 1987 | 吉元由美        | ANRI |
| 石田ひかり         | ロマンチックでいこう        | アルバム『HIKARI-Legend』                  | 1987 | 吉元由美        | ANRI |
| 仁藤優子           | 灼熱SEASON                  | シングル「おこりんぼの人魚」               | 1987 | 入江純          | ANRI |
| 仁藤優子           | 星のフィナーレ              | アルバム『SUMMER STREAM』                  | 1987 | 入江純          | ANRI |
| 仙道敦子           | クラスメイトでなくなる日    | アルバム『La Fillette』                    | 1987 | 吉元由美        | ANRI |
| 松田聖子           | Angel Tears                 | シングル「旅立ちはフリージア」             | 1988 | 吉元由美        | ANRI |
| 芳本美代子         | Boy's Lie Girl's Lie        | アルバム『Miss Lonely Hearts』             | 1988 | 吉元由美        | ANRI |
| 芳本美代子         | 十月のさざ波                | アルバム『Miss Lonely Hearts』             | 1988 | 吉元由美        | ANRI |
| 芳本美代子         | MIDNIGHT LABYRINTH          | アルバム『Miss Lonely Hearts』             | 1988 | 吉元由美        | ANRI |
| 芳本美代子         | FOREVER MY DREAM            | アルバム『Miss Lonely Hearts』             | 1988 | 吉元由美        | ANRI |
| 中山美穂           | Virgin Eyes                 | シングル「Virgin Eyes」                    | 1989 | 吉元由美        | ANRI |
| 中山美穂           | サンクチュアリ〜Sanctuary〜 | シングル「Virgin Eyes」                    | 1989 | 吉元由美        | ANRI |
| 中山美穂           | Stardust Lovers             | アルバム『Hide'n' Seek』                   | 1989 | 吉元由美        | ANRI |
| 田中律子           | 恋人たちのイリュージョン    | シングル「恋人たちのイリュージョン」       | 1989 | 吉元由美        | ANRI |
| マリーン           | FORTUNE TELLER              | アルバム『marlene』                        | 1990 | Marlene         | ANRI |
| 観月ありさ         | WILD・ERS -ワイルダーズ-    | アルバム『ARISAII SHAKE YOUR BODY FOR ME』 | 1992 | 吉元由美        | ANRI |
| 観月ありさ         | さよならの贈りもの          | アルバム『ARISAIII LOOK』                  | 1994 | 吉元由美        | ANRI |
| リュ・シウォン     | 夏の夢                      | シングル「夏の夢/好きです、好きです」      | 2006 | 田中はなの      | ANRI |
| 加賀美セイラ       | カレイドスコープ            | シングル「カレイドスコープ」               | 2007 | 吉元由美・seira | ANRI |

## 出演

### テレビ

#### NHK紅白歌合戦出場歴
| 年度/放送回                | 回 | 曲目                 | 出演順 | 対戦相手   |
| -------------------------- | -- | -------------------- | ------ | ---------- |
| 1983年（昭和58年）/ 第34回 | 初 | CAT'S EYE            | 13/21  | 新沼謙治   |
| 1989年（平成元年）/ 第40回 | 2  | Groove A・Go・Go     | 12/20  | 聖飢魔II   |
| 1996年（平成8年）/ 第47回  | 3  | オリビアを聴きながら | 15/25  | 南こうせつ |

注意点
- 出演順は「出演順/出場者数」で表す。

### ラジオ
- 杏里の全日空サウンドフライト（ニッポン放送）
- 杏里の思いきりアメリカン
- パイオニア・アミューズメント・クラブ（FM東京）[1]
- THE MUSIC OF NOTE 〜 杏里 Groovin' Night（2018年7月1日 - 9月30日、FM COCOLO[31]）